# Nils Forssblad
Nils Richard Forssblad, född 20 maj 1888 i Uddevalla, död 18 september 1937 i Bromma, var en svensk elektroingenjör och ångtekniker.
Nils Forssblad var son till provinsialläkaren Richard Forssblad. Efter studentexamen vid Östersunds läroverk studerade han vid Kungliga tekniska högskolan och avlade 1909 avgångsexamen från dess avdelning för elektroteknik. Forssblad blev därefter ingenjör vid Trollhätte kraftverk, 1910–1911 var han ingenjör vid Elektriska AB AEG:s ingenjörsbyrå i Göteborg och från 1912 vid Siemens-Schuckertwerke i Berlin, där han var arbetschef vid kraftledningsbyggnad i Tyskland 1913–1914. Efter att ha återvänt till Sverige var Forssblad 1914–1916 ingenjör vid vattenfallsstyrelsen och 1917–1927 driftschef vid ångkraftverket i Västerås. Han var därefter överingenjör vid Stockholms elverk 1927–1930 och från 1930 VD för Krångede AB och från 1936 direktör i Krafttransport AB. Han var även ledamot i styrelsen i Mellersta och Norra Sveriges Ångpanneförening från 1929 och av styrelsen för Indalsälvens regleringsförening från 1931.
Nils Forssblad blev riddare av Vasaorden 1925 och riddare av Nordstjärneorden 1936. Han är begravd på Bromma kyrkogård.